# Ипельский-Соколец
Ипельский-Соколец (словац. Ipeľský Sokolec; венг. Szakálos, Ipolyszakálos). Деревня в южной Словакии (Нитранский край, окрес Левице, район Хонтянско-Поипельский) на реке под названием Ипель у границы с Венгрией.

## История
Впервые упоминается с 1386 года.
В ноябре 1938 года передан из состава Чехословакии в состав Венгрии (см. Мюнхенский сговор и Первый Венский арбитраж).
Во времена венгерского владычества населённый пункт носил мадьяризированное название Сакалош.
В декабре 1944 года — место ожесточённых боёв Красной Армии с немецко-фашистскими войсками, завязавшихся при попытке гитлеровцев нанести мощный контрудар во фланг и тыл ударной группировки 2-го Украинского фронта, занятого в это время уничтожением будапештской группировки противника (см. Будапештская операция и Вторая мировая война).
Предположительное место гибели Героя Советского Союза Космачёва Михаила Михайловича (пропал без вести в районе Сакалоша 23 декабря 1944 года).

## Достопримечательности
Католический костёл Христа Царя 1714 года.

## Население
| Год:                | 1994 | 2004    | 2014    | 2024    |
| ------------------- | ---- | ------- | ------- | ------- |
| Количество человек: | 916  | 864     | 852     | 817     |
| Разница:            |      | −5,67 % | −1,38 % | −4,10 % |

По данным на конец 2014 года в деревне жило 852 человека.
Население деревни на 87 % состоит из венгров и на 13 % из словаков.